# Пристанционный сельсовет
Пристанционный сельсовет — сельское поселение в Тоцком районе Оренбургской области Российской Федерации. Административный центр — посёлок Пристанционный.

## История
Статус и границы сельского поселения установлены Законом Оренбургской области от 2 сентября 2004 года № 1424/211-III-ОЗ «О наделении муниципальных образований Оренбургской области статусом муниципального района, городского округа, городского поселения, установлении и изменении границ муниципальных образований».

## Население
| 2010  | 2012  | 2013  | 2014  | 2015  | 2016  | 2017  |
| ----- | ----- | ----- | ----- | ----- | ----- | ----- |
| 1510  | ↘1502 | ↘1485 | ↗1543 | ↗1548 | ↗1554 | ↘1542 |
| 2018  | 2019  | 2020  | 2021  |       |       |       |
| ↘1496 | ↘1449 | ↗1461 | ↘1445 |       |       |       |

## Состав сельского поселения
| № | Населённый пункт | Тип населённого пункта          | Население |
| - | ---------------- | ------------------------------- | --------- |
| 1 | Городок Третий   | посёлок                         | 200       |
| 2 | Пристанционный   | посёлок, административный центр | 1310      |